# NCIS: Hawaiʻi
NCIS: Hawai'i foi uma série de televisão de drama policial americana que estreou na CBS em 20 de setembro de 2021. Era um spin-off da longa série NCIS, e foi a quarta série da franquia. A série foi criada por Christopher Silber, Jan Nash e Matt Bosack, que também estão atuando como escritores e produtores executivos ao lado de Larry Teng, que também deve dirigir o piloto. Vanessa Lachey, Yasmine Al-Bustami, Jason Antoon, Noah Mills, Tori Anderson e Kian Talan foram escalados para os papéis principais. Em outubro de 2021, a série recebeu uma ordem de temporada completa.
O título do programa contém um 'okina, que é parte da ortografia que se diz ser a preferida pelos havaianos.[carece de fontes?]
No Brasil a série passou a ser exibida a partir do 12 de maio de 2022 pelo canal AXN.
Em 31 de março de 2023, a CBS renovou a série para uma 2ª temporada, que estreou em 19 de setembro de 2022. Em fevereiro de 2023, a
CBS renovou a série para uma terceira temporada, que estreou em 12 de fevereiro de 2024.
Em 26 de abril de 2024 a CBS informou que NCIS:Hawai'i seria encerrada no final da terceira temporada, com a exibição do episódio final em 6 de maio de 2024.

## Premissa
A série segue uma equipe fictícia de agentes do Serviço de Investigação Criminal da Marinha que trabalham no Escritório de Campo de Pearl Harbor, liderado pela Agente Especial Jane Tennant. A equipe investiga crimes que têm relação com a Segurança Militar e Nacional.

## Elenco

### Elenco principal
| Vanessa Lachey     | Jane Tennant  | Principal | Principal | Principal |
| Alex Tarrant       | Kai Holman    | Principal | Principal | Principal |
| Noah Mills         | Jesse Boone   | Principal | Principal | Principal |
| Yasmine Al-Bustami | Lucy Tara     | Principal | Principal | Principal |
| Jason Antoon       | Ernie Malik   | Principal | Principal | Principal |
| Tori Anderson      | Kate Whistler | Principal | Principal | Principal |
| Kian Talan         | Alex Tennant  | Principal | Convidado |           |

- Vanessa Lachey como Jane Tennant: A primeira mulher agente especial encarregada do NCIS: Hawai'i Field Office.[4]
  - Ronda Kahana Williams como a jovem Jane Tennant.[5]
- Alex Tarrant como Kai Holman: Um novo agente do NCIS na equipe que recentemente voltou para casa para cuidar de seu pai.[6][7]
- Noah Mills como Jesse Boone: confidente e segundo em comando de Tennant, Boone é um ex-detetive de homicídios em Washington, DC, que conhece bem as trilhas para caminhadas nas ilhas.[8]
- Yasmine Al-Bustami como Lucy Tara: A agente de campo júnior do NCIS: Hawai'i, e o interesse amoroso de Whistler virou namorada.[4][7]
- Jason Antoon como Ernie Malik: NCIS: especialista em inteligência cibernética do Havaí.[4]
- Tori Anderson como Kathrine Marie "Kate" Whistler: oficial da Agência de Inteligência de Defesa (DIA) , mais tarde agente especial do Federal Bureau of Investigation (FBI) e ligação NCIS-FBI. O interesse amoroso de Tara que virou namorada..[9]
- Kian Talan como Alex Tennant (temporadas 1–2; temporada convidado 3): o filho mais velho de Jane.[9][7]

### Convidados notáveis
- LL Cool J como Sam Hanna (ator convidado; 2ª temporada e 3ª temporada), agente de campo sênior do NCIS, segundo em comando do OSP.

## Episódios
| Temporada | Temporada | Episódios | Episódios | Originalmente exibido   | Originalmente exibido |
| Temporada | Temporada | Episódios | Episódios | Estreia da temporada    | Final da temporada    |
| --------- | --------- | --------- | --------- | ----------------------- | --------------------- |
|           | 1         | 22        | 22        | 20 de setembro de 2021  | 23 de maio de 2022    |
|           | 2         | 22        | 22        | 19 de setembro de 2022  | 22 de maio de 2023    |
|           | 3         | 10        | 10        | 12 de fevereiro de 2024 | 6 de maio de 2024     |

## Ratings
| Temporada | Temporada | Ep. 1 | Ep. 2 | Ep. 3 | Ep. 4 | Ep. 5 | Ep. 6 | Ep. 7 | Ep. 8 | Ep. 9 | Ep. 10 | Ep. 11 | Ep. 12 | Ep. 13 | Ep. 14 | Ep. 15 | Ep. 16 | Ep. 17 | Ep. 18 | Ep. 19 | Ep. 20 | Ep. 21 | Ep. 22 |
| --------- | --------- | ----- | ----- | ----- | ----- | ----- | ----- | ----- | ----- | ----- | ------ | ------ | ------ | ------ | ------ | ------ | ------ | ------ | ------ | ------ | ------ | ------ | ------ |
|           | 1         | 6.59  | 5.54  | 5.54  | 5.29  | 5.35  | 5.07  | 5.11  | 5.02  | 5.16  | 4.91   | 5.01   | 9.79   | 5.41   | 4.54   | 5.38   | 5.10   | 5.07   | 6.13   | 5.09   | 5.21   | 4.97   | 5.47   |
|           | 2         | 5.31  | 4.58  | 4.91  | 4.57  | 4.96  | 5.01  | 4.78  | 4.82  | 4.52  | 7.36   | 4.33   | 5.27   | 5.13   | 5.01   | 5.12   | 5.15   | 4.98   | 5.02   | 4.84   | 4.84   | 4.95   | 5.10   |
|           | 3         | 5.55  | 5.06  | 5.40  | 5.40  | 4.82  | 4.98  | 5.40  | 5.12  | 5.06  | 5.41   | N/A    | N/A    | N/A    | N/A    | N/A    | N/A    | N/A    | N/A    | N/A    | N/A    | N/A    | N/A    |

## Informações sobre a série

### Desenvolvimento
Em 16 de fevereiro de 2021, fontes anônimas disseram ao The Hollywood Reporter que negócios estavam sendo fechados em uma potencial quarta série da franquia NCIS, intitulada NCIS: Hawaii, já que se aproximava de um pedido direto para a série da CBS. Eles também disseram que a série seria criada e produzida por Christopher Silber, Jan Nash e Matt Bosack, com Silber também atuando como showrunner. Ao contrário das outras séries da franquia, não está planejado para começar com um piloto backdoor dentro de outra série. A localização da série também criaria oportunidades potenciais de cruzamento com outro drama da CBS baseado no Havaí, como Magnum PI.NCIS: Los Angeles anteriormente cruzou com Magnum PI com a agora concluída série irmã, Hawaii Five-0 em 2012. As fontes também disseram que os produtores já começaram a procurar um diretor para um piloto e foram trabalhando na contratação de escritores.
No início de abril de 2021, foi relatado que a série deveria ser escolhida para a temporada de televisão de 2021–22. Em 23 de abril de 2021, a CBS ordenou oficialmente a série de NCIS: Hawaii.Larry Teng também foi anunciado como produtor executivo do episódio piloto. Bosack, Nash e Silber escreveram o episódio piloto da série. O nome da série também foi mudado oficialmente para NCIS: Hawaiʻi , adicionando um ʻokina em um esforço para refletir a grafia oficial usada na língua havaiana. Em 11 de outubro de 2021, a CBS deu à série uma ordem de temporada completa.
Em 3 de janeiro de 2022, foi anunciado que um crossover com a décima nona temporada da série principal NCIS ocorreria em 28 de março de 2022. Os showrunners de ambas as séries haviam mencionado anteriormente o crossover e a presidente da CBS Entertainment, Kelly Kahl, havia declarado essa discussão sobre um crossover começaria depois que NCIS: Hawaiʻi terminasse seu primeiro lote de episódios.

### Elenco
Em 7 de abril de 2021, foi relatado que a CBS estava procurando escalar uma protagonista feminina para NCIS: Hawaii, tornando-se a primeira série da franquia a fazê-lo. A personagem da protagonista feminina foi provisoriamente chamada de Jane Tennant e o elenco para o papel, bem como outros personagens principais, começou na mesma época. Em 30 de abril de 2021, foi anunciado que Vanessa Lachey foi a primeira a ser escalada como personagem regular da série no papel de Jane Tennant. Enquanto isso, Yasmine Al-Bustami e Jason Antoon também foram escalados como personagens regulares da série para interpretar Lucy e Ernie, respectivamente. Em 17 de maio de 2021, foi anunciado que Noah Mills havia se juntado ao elenco como Jesse. Em 3 de junho de 2021, Tori Anderson e Kian Talan foram escalados como personagens regulares da série nos papéis de Kate Whistler e Alex. Em 8 de julho de 2021, Alex Tarrant se juntou ao elenco principal como Kai e Enver Gjokaj foi anunciado como sendo Joe Milius.
A ex-estrela do Hawaii Five-0 Beulah Koale foi escalada como estrela convidada na primeira história de duas partes da série. As estrelas de NCIS, Wilmer Valderrama e Katrina Law, o último dos quais também estrelou Hawaii Five-0, devem aparecer como seus personagens NCIS em um evento de crossover.Gary Cole e Diona Reasonover também devem aparecer como seus personagens NCIS no evento crossover.[carece de fontes?]

### Filmagens
A série está planejada para usar as instalações de produção construídas para Hawaii Five-0, que foi concluído em 2020. Larry Teng está definido para dirigir o episódio piloto da série. As filmagens da série começaram em um local não revelado na costa norte de Oahu com uma bênção tradicional do Havaí em 16 de junho de 2021. Dois dias depois, em 18 de junho, as filmagens ocorreram no Joint Base em Pearl Harbor – Hickam. Tanto o primeiro quanto o segundo episódios concluíram as filmagens em 22 de julho.
Em 25 de janeiro de 2022, Koale e Tarrant realizaram um haka no set de filmagem do escritório NCIS Hawai'i para homenagear o trabalho que a equipe fez nas filmagens da primeira temporada.[carece de fontes?] A primeira temporada concluiu as filmagens em 19 de março de 2022.

## Liberação
A CBS anunciou sua programação de transmissão de outono em 19 de maio de 2021, para a temporada de televisão de 2021–22, com a nova série às segundas-feiras às 22h00 hora do Leste , imediatamente após a série NCIS. O primeiro teaser trailer foi lançado na mesma data com Lachey falando sobre a premissa e seu papel na série. Em 12 de julho de 2021, a CBS anunciou a data de estreia da série em 20 de setembro de 2021.
TVLine lançou fotos promocionais exclusivas da série três dias depois em 15 de julho. Um segundo teaser trailer foi lançado em agosto de 2021, apresentando uma promoção conjunta com o NCIS.
O décimo segundo episódio da série, " Spies, Part 1 ", foi ao ar após o AFC Divisional Playoff Game em 23 de janeiro de 2022, com " Spies, Part 2 " sendo exibido no dia seguinte no horário regular da série.[carece de fontes?]

## Recepção
Caroline Framke, da Variety, deu à estreia uma crítica positiva e escreveu: "O programa ainda parece uma peça com" NCIS "adequado, jargão militar, diálogo eficiente, mistérios chamativos e tudo. Se você já é um fã, vale a pena dar um tiro. Se não, há muitos outros shows no mar."